# Ксьонж-Великопольський
Ксьонж-Великопольський (пол. Książ Wielkopolski, нім. Xions) — місто в західній Польщі.

## Демографія
Демографічна структура станом на 31 березня 2011 року:
|          | Загалом | Допрацездатний вік | Працездатний вік | Постпрацездатний вік |
| -------- | ------- | ------------------ | ---------------- | -------------------- |
| Чоловіки | 1381    | 302                | 978              | 101                  |
| Жінки    | 1402    | 297                | 892              | 213                  |
| Разом    | 2783    | 599                | 1870             | 314                  |